# Breviraja marklei
Breviraja marklei är en rockeart som beskrevs av McEachran och Miyake 1987. Breviraja marklei ingår i släktet Breviraja och familjen egentliga rockor. Inga underarter finns listade.